# Лиффорд

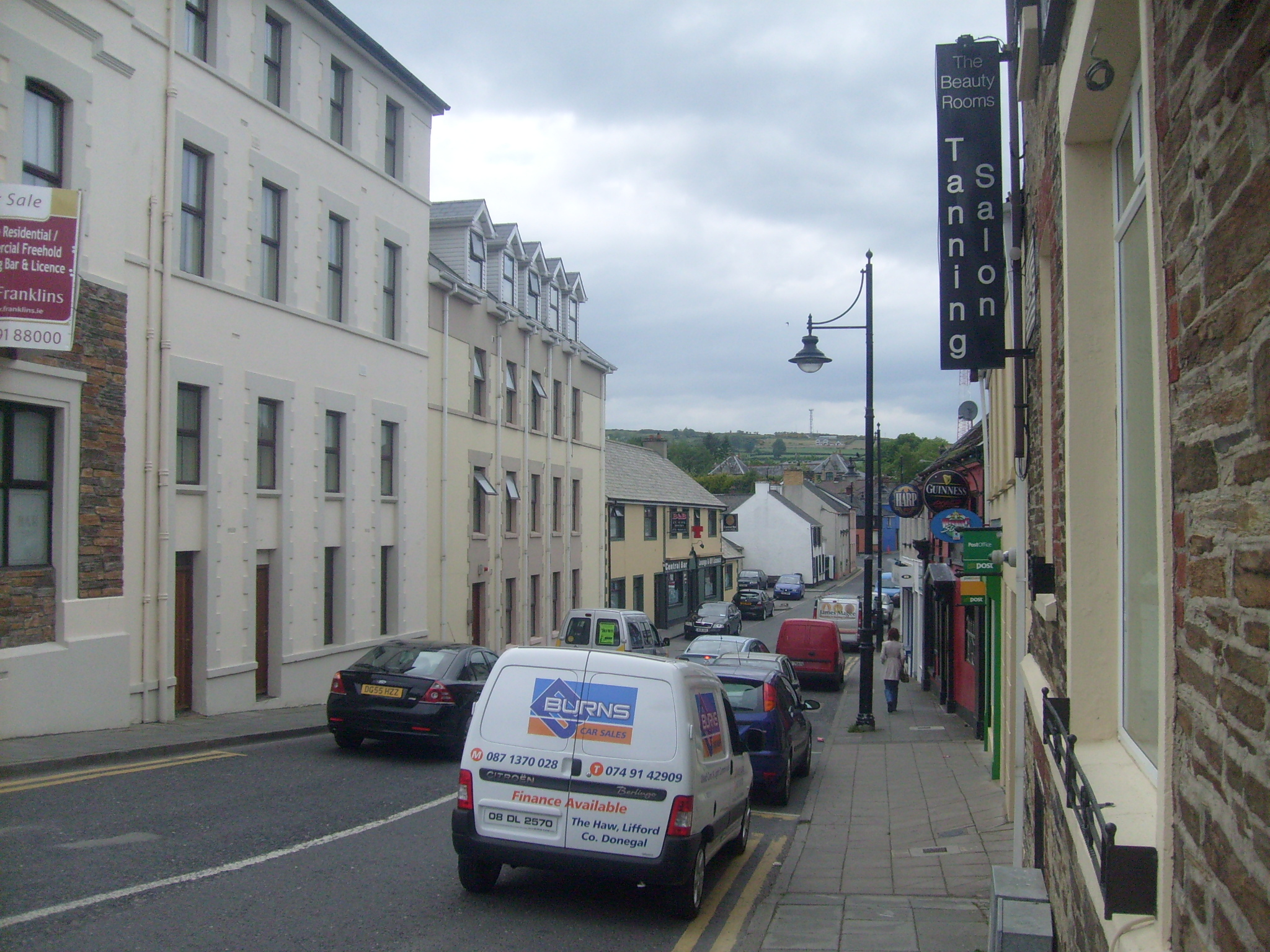
Улица Лиффорда

Лиффорд (англ. Lifford; ирл. Leifear, Лефяр) — (переписной) посёлок в Ирландии, административный центр графства Донегол (провинция Ольстер). Город расположен на реке Фойл, по которой проходит граница между Ирландией и Великобританией, на другом берегу от североирландского города Страбэйн. Лиффорд образовался вокруг замка, основанного Магнусом О’Домхейлот в XVI веке, позже ставшим британским гарнизоном вплоть до объявления независимости Ирландии в 1922 году. По последней переписи в городе проживает 1448 человек (671 мужчина и 777 женщин).

## Демография
Население — 1 448 человек (по переписи 2006 года). В 2002 году население было 1 395.
Данные переписи 2006 года:
| Общие демографические показатели |               |                               |                               |      |      |
| Всё население                    | Всё население | Изменения населения 2002—2006 | Изменения населения 2002—2006 | 2006 | 2006 |
| 2002                             | 2006          | чел.                          | %                             | муж. | жен. |
| 1 395                            | 1 448         | 53                            | 3,8                           | 671  | 777  |

В нижеприводимых таблицах сумма всех ответов (столбец «сумма»), как правило, меньше общего населения населённого пункта (столбец «2006»).
| Религия (Тема 2 — 5 : Число людей по религиям, 2006) |             |                |             |            |       |       |
| Католики, чел.                                       | Католики, % | Другая религия | Без религии | не указано | сумма | 2006  |
| 1 370                                                | 94,6        | 56             | 19          | 3          | 1 448 | 1 448 |

| Этно-расовый состав (Этничность. Тема 2 — 3 : Постоянное население по этническому или культурному происхождению, 2006) |            |              |       |        |        |            |       |       |
| Белые ирландцы | Лухт-шулта | Другие белые | Негры | Азиаты | Другие | Не указано | сумма | 2006  |
| 1 370 | 5          | 36           | 0     | 9      | 9      | 5          | 1 434 | 1 448 |
| Доля от всех отвечавших на вопрос, %                                                                                   |            |              |       |        |        |            |       |       |
| 95,5 | 0,3        | 2,5          | 0,0   | 0,6    | 0,6    | 0,3        | 100   | 99,01 |

1 — доля отвечавших на вопрос о языке от всего населения.
| Владение ирландским языком (Тема 3 — 1 : Число людей от 3 лет и старше по способности говорить по-ирландски, 2006) |       |            |       |       |
| Владеете ли Вы ирландским языком?                                                                                  |       |            |       |       |
| Да | Нет   | Не указано | сумма | 2006  |
| 329 | 1 047 | 14         | 1 390 | 1 448 |
| Доля от всех отвечавших на вопрос о языке, %                                                                       |       |            |       |       |
| 23,7 | 75,3  | 1,0        | 100   | 96,01 |

1 — доля отвечавших на вопрос о языке от всего населения.
| Использование ирландского языка (Тема 3 — 2 : Irish speakers aged 3 or over by frequency of speaking Irish, 2006) |                                                            |                                               |                                               |                                               |                                               |                                               |       |                                     |       |
| Как часто и где Вы говорите по-ирландски?                                                                         |                                                            |                                               |                                               |                                               |                                               |                                               |       |                                     |       |
| ежедневно, только в образовательных учреждениях                                                                   | ежедневно, как в образовательных учреждениях, так и вне их | в других местах (вне образовательной системы) | в других местах (вне образовательной системы) | в других местах (вне образовательной системы) | в других местах (вне образовательной системы) | в других местах (вне образовательной системы) | сумма | всего, отвечавших на вопрос о языке | 2006  |
| ежедневно, только в образовательных учреждениях                                                                   | ежедневно, как в образовательных учреждениях, так и вне их | ежедневно                                     | каждую неделю                                 | реже                                          | никогда                                       | не указано                                    | сумма | всего, отвечавших на вопрос о языке | 2006  |
| 122 | 1                                                          | 7                                             | 17                                            | 114                                           | 58                                            | 10                                            | 329   | 1 390                               | 1 448 |
| Доля от всех отвечавших на вопрос о языке, %                                                                      |                                                            |                                               |                                               |                                               |                                               |                                               |       |                                     |       |
| 8,8 | 0,1                                                        | 0,5                                           | 1,2                                           | 8,2                                           | 4,2                                           | 0,7                                           | 23,7  | 100                                 |       |

| Типы частных жилищ (Тема 6 — 1(a) : Число частных домовладений по типу размещения, 2006) |          |         |                 |            |       |       |
| Отдельный дом                                                                            | Квартира | Комната | Переносные дома | не указано | сумма | 2006  |
| 478                                                                                      | 11       | 0       | 0               | 4          | 493   | 1 448 |